# Хемптон (Пенсилванија)
Хемптон (енгл. Hampton) насељено је место без административног статуса у америчкој савезној држави Пенсилванија.

## Демографија
По попису из 2010. године број становника је 632, што је 1 (-0,2%) становника мање него 2000. године.
| Група             | 2000.       | 2010.       |
| Белци             | 611 (96,5%) | 574 (90,8%) |
| Афроамериканци    | 1 (0,2%)    | 0 (0,0%)    |
| Азијати           | 2 (0,3%)    | 9 (1,4%)    |
| Хиспаноамериканци | 13 (2,1%)   | 47 (7,4%)   |
| Укупно            | 633         | 632         |